# Smørrebrødsjomfru
Smørrebrødsjomfru (eller: kold jomfru) var stillingsbetegnelsen for en person i catering- og hotelbranchen, der var uddannet til at fremstille højt belagt smørrebrød og stå for kolde retter og buffeter. I denne sammenhæng refererer udtrykket koldt køkken ikke til rå og ubehandlet mad, men til mad tilberedt uden opvarmning.
Nu er uddannelsen til smørrebrødsjomfru erstattet af uddannelsen til cater med speciale i smørrebrød.

## Opgaver og jobprofil
En smørrebrødsjomfrus opgaver omfattede tilberedning og servering af kolde retter såsom smørrebrød, salater, aspic, mayonnaise, kolde saucer, kolde forretter, sammensætning af kolde platter og kolde buffeter. De kan også omfatte indkøb af ingredienserne ligesom forestået af en kold kok.
Smørrebrødsjomfruen var gerne en ældre, erfaren medarbejder, der med sin uddannelse leder arbejdet i køkkenet. Hun udførte sine opgaver både planmæssigt som led i det almindelige gastronomiske forløb, for eksempel som led i forberedelserne til stående receptioner, hvor der serveres pindemadder eller finger food, og nogle gange uden for almindelig åbningstid, når man på et hotel vil tilgodese gæsterne, mens det varme køkken har lukket.
Jobbeskrivelser for smørrebrødsjomfruer findes hovedsageligt i europæisk madkultur og er ukendt i andre kulturelle områder såsom Afrika eller Asien.
Beslægtede erhvervsbetegnelser er: smørrebrødsassistent, smørrebrødschef, smørrebrødsdame og smørrebrødsmedhjælper.

## Organisering
Smørrebrødsjomfruer til søs har været organiseret i Dansk Sø-Restaurations Forening indtil 2010. Andre muligheder, der stadig findes, er Det Faglige Hus, 3F, Frie, Ase og min A-kasse.

## Kendte smørrebrødsjomfruer
- Ida Davidsen
- Lilli Andersen